# Districtul T'Kout
T'Kout este un district din provincia Batna, Algeria.